# St. Mary’s Church (Ascension)

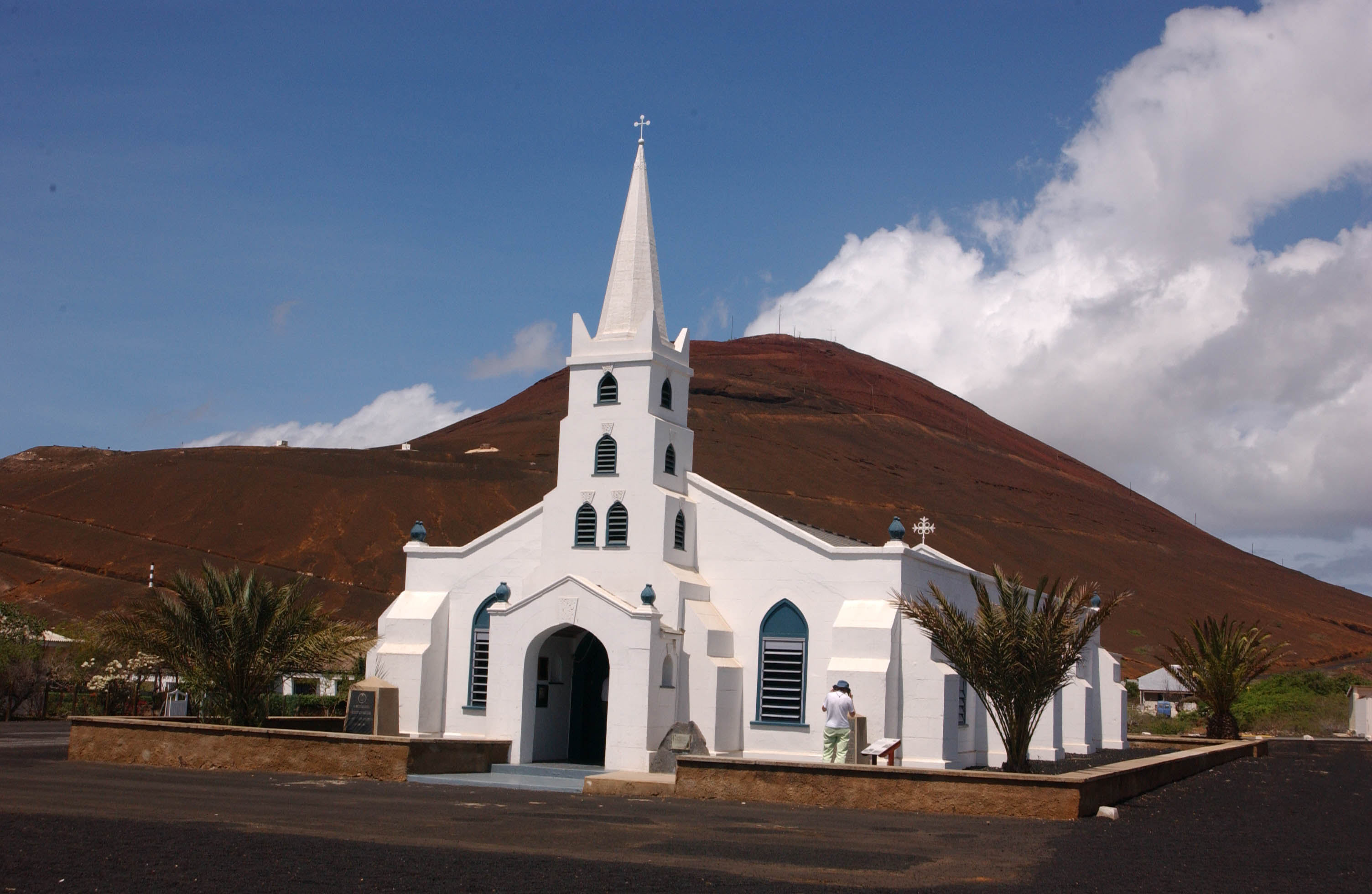
St. Mary

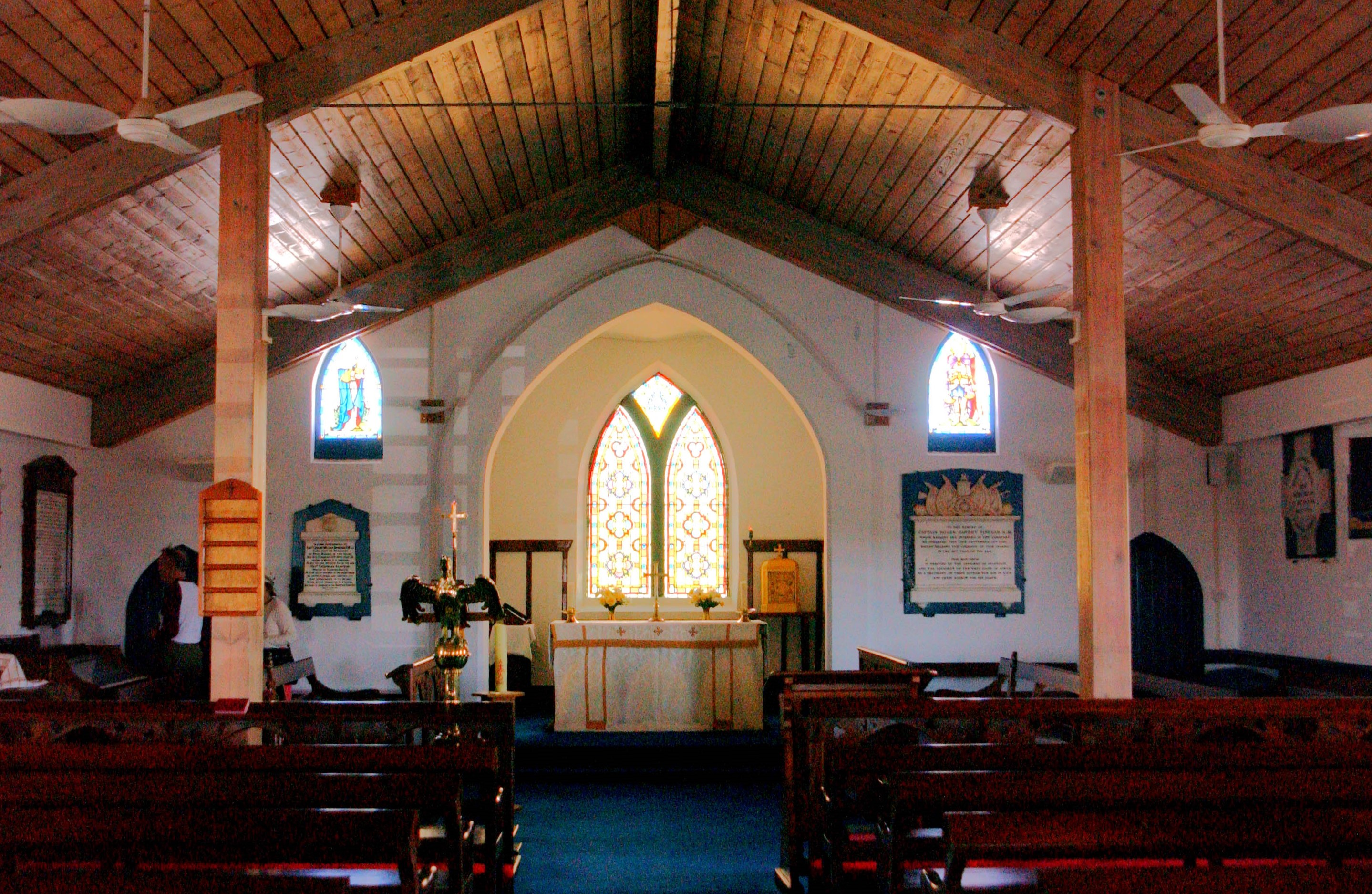
Innenansicht der Kirche

St. Mary, auch St. Mary the Virgin, ist ein anglikanisches Kirchengebäude in Georgetown auf der Insel Ascension im Britischen Überseegebiet St. Helena, Ascension und Tristan da Cunha. Die Kirche gehört zur Diözese St Helena der Anglican Church of Southern Africa und bildet das Zentrum der Gemeinde St Mary the Virgin.
Der Bau des Kirchengebäudes wurde am 6. September 1843 begonnen und 1846 abgeschlossen.